# Mysz sawannowa
Mysz sawannowa (Mus sorella) – gatunek gryzonia z rodziny myszowatych, występujący w Afryce Środkowej.

## Klasyfikacja
Gatunek został opisany naukowo w 1909 roku przez O. Thomasa. Jago najbliższymi krewnymi są mysz nizinna (M. baoulei), mysz nadrzeczna (M. goundae), mysz wstydliwa (M. neavei) i mysz środkowoafrykańska (M. oubanguii).

## Biologia
Gryzonie te żyją w północno-wschodniej i południowo-wschodniej części Demokratycznej Republiki Konga, w Kenii, Tanzanii i Ugandzie. Mysz sawannowa zamieszkuje, jak wskazuje nazwa, sawanny i otwarte przestrzenie na obszarach lasów nizinnych i górskich do wysokości co najmniej 1830 m n.p.m..

## Populacja
Mysz sawannowa występuje na dużym terytorium, które obejmuje kilka obszarów chronionych i prawdopodobnie jest liczna. Jej populacja jest stabilna, jest ona uznawana za gatunek najmniejszej troski.